# Vincenc Jarolímek
Vincenc Jarolímek (také uváděný jako Čeněk Jarolímek, 25. června 1846 Pardubice – 14. prosince 1921 Královské Vinohrady) byl český matematik.

## Život
Vincenc Jarolímek se narodil v Pardubicích, kde byl jeho otec Vincenc Jarolímek učitelem na hlavní škole a později na reálce. Nižší reálkou prošel v Pardubicích a poté pokračoval ve studiu na vyšší reálce v Kutné Hoře a v Písku. V roce 1863 se stal posluchačem na pražské technice, kde studoval strojnictví. Pod vlivem svého profesora Gustava Schmida opustil nakrátko matematiku a věnoval se strojnictví. V roce 1867 nastoupil jako praktikant do Ringhofferovy strojnické továrny na Smíchově. Láska k matematice a náklonnost k učitelskému povolání však už o rok později převládly a Vincenc Jarolímek přijal místo asistenta deskriptivní geometrie na reálce v Písku. V roce 1869 se tam stává suplentem a čtyři roky nato skutečným profesorem. Rok 1891 znamenal pro Jarolímka jmenování na místo ředitele na reálce v Hradci Králové, odkud v roce 1893 přešel do Prahy na reálku v Karlíně a v roce 1895 na reálku v Ječné ulici. V roce 1904 byl povolán na Moravu, aby se stal po J. Slavíkovi zemským školním inspektorem. Současně pak od roku 1905 působil na České vysoké škole technické v Brně, kde se habilitoval pro syntetickou geometrii. V roce 1907 vyvstala na pražské technice potřeba nové stolice pro deskriptivní geometrii. Vincenc Jarolímek byl jmenován řádným profesorem a jeho působiště se přesunulo z Moravy do Čech, kde ostatně daný předmět od roku 1906 suploval. Zde setrval až do roku 1915, kdy odešel do penze.
Z mnoha spolků v nichž se Vincenc Jarolímek aktivně angažoval lze jmenovat následující: dopisující člen České akademie, člen Jednoty českých matematiků a fyziků nebo mimořádný člen Královské české společnosti nauk.
Vincenc Jarolímek je autorem učebnic Deskriptivní geometrie pro vyšší školy reálné (1875) a dále učebnic geometrie pro různé třídy reálných škol. Společně s B. Procházkou vydal v roce 1909 učebnici Deskriptivní geometrie pro vysoké školy technické. Nákladem České matice technické vyšly rovněž čtyři svazky spisu Základové geometrie polohy v rovině a v prostoru.
Zemřel roku 1921 a byl pohřben na Vinohradském hřbitově.

## Ocenění díla
- V roce 1914 mu byl udělen čestný titul doktora technických věd (Dr.h.c.) Českého vysokého učení technického v Praze [4].